# Regentenstraße 7 (Mönchengladbach)

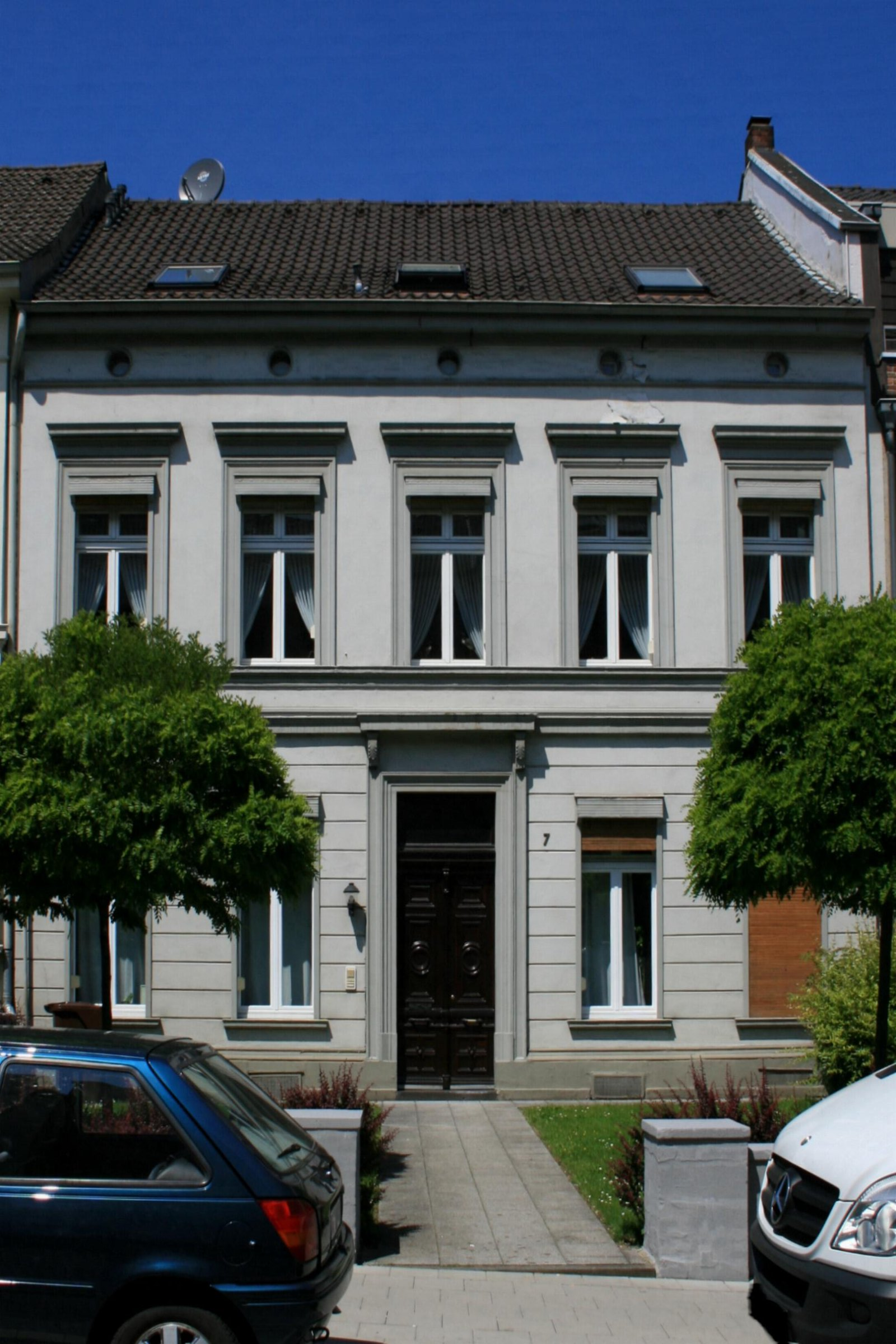
Wohnhaus (2010)

Das Wohnhaus Regentenstraße 7 steht im Stadtteil Gladbach in Mönchengladbach (Nordrhein-Westfalen).
Das Gebäude wurde 1860 erbaut. Es wurde unter Nr. R 026 am 2. Juni 1987 in die Denkmalliste der Stadt Mönchengladbach eingetragen.

## Architektur
Das Wohnhaus Regentenstraße Nr. 7 steht im Bereich der Oberstadt innerhalb einer Baugruppe der Häuser Nr. 3, 5 und 7, die zur Mitte des 19. Jahrhunderts entstanden sind. Es handelt sich um ein traufständiges Wohnhaus und zeigt 2 : 5 Achsen. Darüber das Satteldach mit drei liegenden Fenstern. Das Gebäude ist aus bau- und ortsgeschichtlichen Gründen schützenswert.